# Janine Wissler
Janine Wissler (Langen, 23 maggio 1981) è una politica tedesca.
Dal 2008 è stata membro del parlamento dell'Assia e dal 2009 presidentessa del gruppo parlamentare del suo partito. Da gennaio 2019 è presidente della commissione per l'economia, l'energia, i trasporti e l'edilizia abitativa del parlamento statale dell'Assia. Il 27 febbraio 2021 è stata eletta insieme a Susanne Hennig come presidente del partito.

## Biografia
Janine Wissler ha frequentato la Dreieich Wingert School dal 1987 al 1991 e la Dreieich Ricarda High School dal 1991 al 2001. Si è poi laureata in scienze politiche nel 2012 presso l'Università Johann Wolfgang Goethe di Francoforte. Oltre ai suoi studi, ha lavorato come commessa specializzata part-time in un negozio di ferramenta dal 2002 al 2007. Dal 2005 al 2008 ha anche lavorato nell'ufficio elettorale del deputato del Bundestag Werner Dreibus.

## Vita privata
Janine Wissler è single e vive a Francoforte sul Meno. È una tifosa di calcio ed è stata membro del fan club dell'Eintracht Francoforte nel parlamento dello stato dell'Assia